# Embraceable You
Embraceable You è un brano musicale jazz composto da George Gershwin con testo scritto da Ira Gershwin e pubblicato nel 1930.
Il brano è stato scritto per un'operetta nel 1928 ma è rimasto inedito fino al 1930, anno in cui è stato inserito nel musical Girl Crazy per l'interpretazione di Ginger Rogers.
Tra gli altri artisti che hanno eseguito il brano vi sono Billie Holiday (1944), Bing Crosby (1947), Charlie Parker & Miles Davis (1948), Ella Fitzgerald (1959), Judy Garland (1943, per il film Girl Crazy), Ornette Coleman (1961), Chet Baker (1957) e Liza Minnelli (1996).